# Ballad of the Boy in the Red Shoes
Ballad of the Boy in the Red Shoes è un brano composto e interpretato dall'artista britannico Elton John; il testo è di Bernie Taupin.

## Il brano
Costituisce la nona traccia dell'album del 2001 Songs from the West Coast; è ispirato moltissimo al sound di Madman Across the Water (1971), pianistico e corredato da ariosi arrangiamenti orchestrali. L'arrangiatore Paul Buckmaster ricopre qui lo stesso ruolo che aveva nell'LP del 1971, e provvede quindi all'arrangiamento degli archi. Il pianoforte suonato da Elton è lo strumento principale della composizione; alla chitarra acustica e al mandolino si cimenta Davey Johnstone, storico leader della Elton John Band. Al basso troviamo Paul Bushnell, mentre la rassomiglianza con Madman Across the Water viene ulteriormente accentuata dalla presenza di Nigel Olsson alla batteria. Jay Bellerose è presente alle percussioni; i cori, infine, sono opera dei già citati Olsson, Johnstone e Bushnell. Il testo di Bernie Taupin, triste e riflessivo (il cui titolo significa Ballata Del Ragazzo Dalle Scarpe Rosse), si concentra sul tema dell'AIDS: parla di un uomo, ex-ballerino, che sta per morire di questa malattia e denuncia chi ne ha sottovalutato e ignorato le conseguenze, in particolare il presidente Ronald Reagan. 
La produzione del brano è opera di Patrick Leonard, e contribuisce a renderla una delle tracce più sofisticate e impegnative dell'album; ha infatti ricevuto molti apprezzamenti dalla critica.